# Тишанское сельское поселение (Белгородская область)
Тишанское сельское поселение — сельское поселение в Волоконовском районе Белгородской области.
Административный центр — село Тишанка.

## История
Статус и границы сельского поселения установлены Законом Белгородской области от 20 декабря 2004 года № 159 «Об установлении границ муниципальных образований и наделении их статусом городского, сельского поселения, городского округа, муниципального района»

## Население
| 2010  | 2011  | 2012  | 2013  | 2014  | 2015  | 2016  | 2017  | 2018  |
| ----- | ----- | ----- | ----- | ----- | ----- | ----- | ----- | ----- |
| 1320  | ↘1314 | ↘1275 | ↘1248 | ↘1247 | ↘1244 | ↗1260 | ↘1250 | ↘1219 |
| 2019  | 2020  | 2021  |       |       |       |       |       |       |
| ↘1181 | ↘1166 | ↘1091 |       |       |       |       |       |       |

## Состав сельского поселения
В состав сельского поселения входят 9 населённых пунктов:
| № | Населённый пункт | Тип населённого пункта       | Население |
| - | ---------------- | ---------------------------- | --------- |
| 1 | Бочанка          | хутор                        | ↘79       |
| 2 | Верный           | хутор                        | ↗36       |
| 3 | Волчий-Первый    | хутор                        | ↗82       |
| 4 | Григорьевка      | хутор                        | ↘10       |
| 5 | Заяровка         | хутор                        | ↘0        |
| 6 | Новое            | село                         | ↘281      |
| 7 | Старый           | хутор                        | ↘90       |
| 8 | Тишанка          | село, административный центр | ↘467      |
| 9 | Шаховка          | хутор                        | ↗275      |

## Местное самоуправление
Администрация
Телефон: (47235) 4-83-54
Глава администрации
- Водопьянов Юрий Викторович